# 매디슨 스퀘어 가든 (1890년)
매디슨 스퀘어 가든 II(영어: Madison Square Garden II, 영어: MSG II)은 미국 뉴욕주 맨해튼에 위치한 실내 경기장이다.